# Mhère
Mhère település Franciaországban, Nièvre megyében. Lakosainak száma 229 fő (2022. január 1.). Mhère Gâcogne, Chaumard, Montigny-en-Morvan, Montreuillon, Ouroux-en-Morvan és Vauclaix községekkel határos.

## Népesség
A település népességének változása:
| Lakosok száma | 241  | 234  | 232  | 230  | 231  | 231  | 230  | 228  | 229  |
|               | 2013 | 2015 | 2016 | 2017 | 2018 | 2019 | 2020 | 2021 | 2022 |